# Mimas brunnea-centripuncta
Mimas brunnea-centripuncta är en fjärilsart som beskrevs av Tutt 1902. Mimas brunnea-centripuncta ingår i släktet Mimas och familjen svärmare. Inga underarter finns listade i Catalogue of Life.